# Tommaso Campeggi
Tommaso Campeggi (Pavia, 1481 – Roma, 21 gennaio 1564) è stato un vescovo cattolico italiano.

## Biografia
Nacque a Pavia nel 1481 in una nobile famiglia, figlio di Giovanni Zaccaria Campeggi e di Dorotea di Tommaso Tebaldi. Trascorse la giovinezza a Padova, dove il padre insegnava. Alla stessa Università di Padova Tommaso Campeggi studiò filosofia, di cui divenne docente a Bologna fra il 1505 e il 1506. In questa città Tommaso Campeggi conseguì il dottorato in utroque iure il 9 dicembre 1512.
Nel marzo del 1513 papa Leone X lo nominò internunzio presso il duca di Milano, mirando al recupero dei ducati di Parma e Piacenza, che il viceré spagnolo Raimondo de Cardona aveva occupato a nome del duca Massimiliano Sforza durante la sede vacante. Ebbe in quel periodo la carica di vicegovernatore di Piacenza, ma non pare che desse buona prova di sé per mancanza di esperienza. Sempre all'ombra del fratello Lorenzo, creato cardinale nel 1517, Tommaso lo accompagnò nella sua missione diplomatica in Inghilterra; a Greenwich, ove la legazione fu solennemente accolta da Enrico VIII, toccò a lui tenere il discorso inaugurale, sfoggiando un "elegantissimo latino". Il 17 marzo 1519, in un discorso pronunziato alla Camera dei Lord, invitò a contrastare la potenza degli ottomani.
Al ritorno dall'Inghilterra Tommaso Campeggi si trasferì a Roma con l'incarico referendario della Segnatura apostolica. 
Fu arcidiacono della cattedrale di Bologna.
Il 1º giugno 1520, con la rinuncia del fratello Lorenzo alla cattedra vescovile di Feltre, fu nominato suo successore. Ricevette la consacrazione episcopale il 27 dicembre 1526 dall'arcivescovo Gian Pietro Carafa. 
Il 26 novembre 1522 succedette a Francesco Guicciardini nella carica di governatore di Parma. Vi rimase però solo poche settimane, perché il 30 dicembre dello stesso anno divenne nunzio apostolico "ob nonnulla ardua negotia" a Venezia, con l'incarico principale era di riconciliare la Repubblica di Venezia con l'imperatore, in chiave anti-turca. Fu riconfermato nella nunziatura da papa Clemente VII, ma cadde in disgrazia di questo papa per aver notificato a Venezia, probabilmente su istigazione dell'arcivescovo di Capua Nikolaus von Schönberg, l'alleanza stretta dal pontefice con Carlo V dopo la battaglia di Pavia. Successivamente entrò in aperto contrasto con Gian Matteo Giberti, il tessitore della lega di Cognac tanto il pontefice lo richiamò con disappunto e insoddisfazione.
Quando il cardinale Pompeo Colonna nel 1526 occupò Roma anche la casa di Tommaso Campeggi, situata in Borgo, fu saccheggiata; Tommaso Campeggi tuttavia aveva già intrapreso un cammino spirituale di conversione e il giorno di Natale del 1526 volle ricevere gli ordini maggiori, fra cui la consacrazione episcopale per mano di Giovanni Pietro Carafa, che era stato artefice, con i teatini, della sua conversione. Allora Tommaso Campeggi promise di dedicarsi alla propria diocesi. L'8 settembre 1528 fece il suo solenne ingresso a Feltre, ma in seguito la sua attività episcopale restò assai limitata.
Nel 1530 si allontanò ancora da Feltre per accompagnare il fratello Lorenzo, legato pontificio alla Dieta di Augusta, e sostituì il fratello frequentemente malato. Nel gennaio del 1531 si recò a Colonia dove progettò un'edizione di opere apologetiche contro il luteranesimo. Sotto papa Paolo III fu consigliere giuridico del pontefice e ottenne di nuovo importanti incarichi. Fu autore di un memorandum sulla riforma della Curia romana, che si proponeva di porre termine agli abusi, senza però sconvolgere la tradizione curiale, frutto di un'esperienza plurisecolare. Questo parere, seguito da papa Paolo III, fece sì che la riforma della Curia non facesse alcun progresso; altre proposte di riforma di Tommaso Campeggi, come la restrizione delle competenze dei penitenzieri e della Camera apostolica, trovarono invece attuazione con papa Pio IV e papa Pio V. In un altro memorandum sulla riforma della Dataria apostolica difese la liceità delle composizioni, prassi consueta di questa magistratura.
Tommaso Campeggi raggiunse il vertice della sua carriera con la nomina a reggente della Cancelleria apostolica, il 1º luglio 1540. Il 1º ottobre dello stesso anno fu nominato in qualità di nunzio ai colloqui di Worms tra cattolici e protestanti. Giovanni Morone, il nunzio ordinario a cui Campeggi era stato affiancato, espresse un giudizio sfavorevole sulle sue abilità diplomatiche. Il Concilio di Trento fu convocato il 22 maggio 1542 e Paolo III chiese a Tommaso Campeggi un'opinione sul concilio e un abbozzo per le istruzioni da impartire ai padri conciliari. Tommaso Campeggi si recò allora a Trento e colse l'occasione per visitare la sua diocesi di Feltre.
Dopo l'inizio effettivo del Concilio di Trento nel 1545, Tommaso Campeggi partecipò attivamente alle discussioni. Fu per sua iniziativa che il Concilio decise, il 22 gennaio 1546, di trattare parallelamente dogma e riforma. Nel dibattito sulla Vulgata, Tommaso Campeggi chiese che venissero stabiliti testi autentici della Bibbia anche nelle lingue greca ed ebraica, e sostenne una riforma del messale e del breviario, e la compilazione di un compendio di teologia ad uso dei parroci. Votò per il trasferimento del concilio a Bologna, e in seguito redasse una risposta alla protesta dell'imperatore contro il trasferimento.
Il 1º maggio 1550 dovette dimettersi dalla carica di reggente della Cancelleria e dopo il primo anno di pontificato di papa Giulio III non appare più come referendario della Segnatura. Benché estromesso dalla Curia partecipò anche alla seconda sessione del concilio ed espresse un voto sul sacrificio della messa che è degno di nota ("in missa esse sacrificium" invece di "missam esse sacrificium"). Intervenne anche perché ai protestanti presentatisi al concilio fosse concesso di difendersi. Accolse con favore l'elezione di papa Paolo IV, a cui dedicò il suo libro sull'autorità del pontefice; nella primavera del 1556 partecipò alle sedute della commissione sulla riforma. Forse successivamente si allontanò dal nepotismo di Paolo IV; fatto sta che Pio IV lo chiamò immediatamente tra i suoi consiglieri, prima di riconvocare il concilio a Trento. Tommaso Campeggi non partecipò all'ultima sessione del concilio e sopravvisse solo di poche settimane alla sua conclusione.
Il 17 aprile 1559 rinunciò all'ufficio di vescovo di Feltre e gli succedette il nipote Filippo Maria, che già lo aveva affiancato come coadiutore nel governo pastorale della diocesi.
Nel 1554 pubblicò un trattato di teologia in difesa del celibato ecclesiastico. 
Morì a Roma il 21 gennaio 1564.

## Opere
- Doctrina Christiana, composta prima del 1549
- De coelibatu sacerdotum non abrogando, Venetiae, 1554, scritto già nel 1549
- De auctoritate et potestate Romani Pontificis et alia opuscula, Venetiae, Paolo Manuzio, 1555: contiene, oltre al De auctoritate, ventuno brevi trattati riguardanti in gran parte la Curia romana, tra i quali De residentia episcoporum, De annatarum institutione, De reservationibus, De commendis beneficiorum. Ebbe poi successive ristampe.

## Genealogia episcopale
La genealogia episcopale è:
- Vescovo Leone de Simone
- Cardinale Oliviero Carafa
- Papa Paolo IV
- Vescovo Tommaso Campeggi